# 長流村 (臺灣)
長流村（四縣腔客拼：congˇ liuˇ cunˊ），為台灣南投縣之村落，位在國姓市區北方，行政區劃劃分為國姓鄉，舊稱水長流，一作水冇流、水無流、水波流或水無樓。

## 名由
長流村之名有七種來由：
1. 因當地水源充沛而得「水長流」之名[3]。
2. 當地水源是來自山上以水圳送水下來，山上常遭受暴雨風襲的天然災害，山崩往往將水圳摧毀，導致長流村無水可用的窘境，故得「水冇流」之名[4]。
3. 水長流是取自當地一條「水長流溪」之名[5]。
4. 是種日治時期行政區域，來自「水長流」大字[5]。
5. 讀音方式取Tsfúipholäu，後又與Tsfúib□läu[注 2]讀音相近的關係，音譯轉成「水無流」或「水波流」[6]。
6. 溪水被落葉掩埋，水流從落葉與石頭夾縫中穿流，因此能聞水聲而不見水流，被誤作「水冇流」[注 3][4]。
7. 水長流源自當地山溪而名，漢人初來拓墾發現，溪水似乎沒有流動，故名「水沒流」，日治時期被更名成水長流，此溪自白冷山區流經長流村，再匯入北港溪[7]。

至於水波樓是推判原由同水冇流，但僅是種讀音不同。

## 地理
長流村全境面積10.6798平方公里。今日的水長流泛指長福村、長豐村、大旗村以及包含本村，其中大旗村具有爭議，大旗村昔稱大旗尾，距水長流村落甚遠，且歷史獨具一體。水長流位在地處河階平原之上，從中被水長流溪貫穿，向南流入北港溪，於柑子林與南港溪匯流後稱為烏溪。

## 交通
長流村主要依賴台21線與縣道133線進出，但縣道133線並無穿越全境，自長流國小附近與台21線分歧，開始向南通往國姓市區，終點是銜接中潭公路；台21線自水長流溪東岸行經，與縣道133公路分歧，向東駛往北港村，是聯絡臺中、埔里的省道。自921大地震震毀中橫公路，除了中潭公路，來往臺中、花蓮必須行走台21線至埔里，轉接埔霧公路上中橫公路，因此交通是甚為重要。

## 解
1. ↑  「冇」唸作mǎo。
2. ↑  Tsfúib「□」läu，□代表文獻記載出現毀損，導致無法辨認[6]。
3. ↑  依《臺灣地名辭書》第十卷第465頁記載，溪水受岩石阻擋，水流由岩石底下流出，故得「水冇流」之稱，與《國姓地名初探》記載相差不遠[4][5]。